# Luohe, Datong
Luohe (kinesiska: 洛河) är en köping  i östra Kina. Den ligger i stadsdistriktet Datong i staden Huainan i provinsen Anhui, omkring 92 kilometer norr om provinshuvudstaden Hefei. Antalet invånare är 50211. Befolkningen består av 24 981 kvinnor och 25 230 män. Barn under 15 år utgör 14,0 %, vuxna 15-64 år 77 %, och äldre över 65 år 7,0 %.